# Supercoppa spagnola 2022 (calcio femminile)
La Supercoppa spagnola 2022 di calcio femminile è stata la settima edizione della Supercoppa spagnola di calcio femminile, la terza con la formula a quattro squadre che sostituisce l'originaria a sole due contendenti. Il torneo si è disputato dal 19 al 23 gennaio 2022 alla Ciudad del Fútbol de Las Rozas di Las Rozas de Madrid. Il trofeo è stato vinto per la seconda volta dal Barcellona, che in finale ha superato il Atlético Madrid con il risultato di 7-0.

## Formato
A contendersi il trofeo sono state quattro squadre, formula adottata per la terza volta dall'edizione 2020 che ha ripreso il trofeo originariamente a due sole squadre disputato per quattro stagioni dal 1997 al 2000. La competizione ha visto la partecipazione delle finaliste della Coppa della Regina 2020-2021 e delle squadre meglio classificate della Primera División 2023-2024 che non si erano già qualificate alla finale di Coppa: nell'ordine Barcellona, Levante, Real Madrid e Atlético Madrid.
La competizione ha visto svolgersi due gare di semifinale in gara unica nella sede prestabilita, con le vincenti di queste sfide che hanno avuto accesso alla finale che ha assegnato il trofeo, anch'essa in gara unica nella stessa sede. Il Barcellona vincitore della Coppa e Campione di Spagna, ha sfidato il Real Madrid, secondo classificato in Primera División 2020-2021 e, di conseguenza, il Levante, secondo classificato in Coppa, si è scontrato con l'Atlético Madrid, quarto classificato in campionato. Le sfide si sono disputate rispettivamente il 19 e il 20 gennaio 2022, mentre la finale, tra le vincenti delle semifinali, è stata giocata il 23 gennaio 2022. Non è stata disputata la finale per il 3º e 4º posto.

## Squadre partecipanti
| Squadra         | Qualificazione                                                               | Ultima partecipazione    |
| --------------- | ---------------------------------------------------------------------------- | ------------------------ |
| Barcellona      | Campione di Spagna 2020-2021 e detentrice della Coppa della Regina 2020-2021 | Supercoppa spagnola 2021 |
| Levante         | Finalista di Coppa della Regina 2020-2021                                    | Supercoppa spagnola 2021 |
| Real Madrid     | 2ª classificata in Primera División 2020-2021                                | -                        |
| Atlético Madrid | 4ª classificata in Primera División 2020-2021                                | Supercoppa spagnola 2021 |

## Risultati

### Tabellone
|  | Semifinali      | Semifinali      | Semifinali      |                 |            | Finale     | Finale | Finale |  |
|  |                 |                 |                 |                 |            |            |        |        |  |
|  | Barcellona      | Barcellona      | 1               |                 |            |            |        |        |  |
|  | Barcellona      | Barcellona      | 1               |                 |            |            |        |        |  |
|  | Real Madrid     | Real Madrid     | 0               |                 |            |            |        |        |  |
|  | Real Madrid     | Real Madrid     | 0               |                 | Barcellona | Barcellona | 7      |        |  |
|  |                 |                 |                 |                 | Barcellona | Barcellona | 7      |        |  |
|  |                 |                 | Atlético Madrid | Atlético Madrid | 0          |            |        |        |  |
|  | Levante         | Levante         | Atlético Madrid | Atlético Madrid | 0          | 2          |        |        |  |
|  | Levante         | Levante         |                 |                 |            |            |        |        |  |
|  | Atlético Madrid | Atlético Madrid | 3               |                 |            |            |        |        |  |

### Semifinali
| Arbitro: | Olatz Rivera Olmedo |

|                |           |  |
| Putellas 90+1’ | Marcatori |  |

| Arbitro: | Eugenia Gil Soriano |

|                       |           |                                       |
| Carol 41’ Queiroz 80’ | Marcatori | 31’ Castellanos 71’ López 77’ Ludmila |

### Finale
| Arbitro: | Marta Huerta de Aza (Tenerife) |

|                                                           |           |  |
| Engen 16’ Hansen 24’, 27’, 51’ Rolfö 47’ Martens 85’, 90’ | Marcatori |  |

### Formazioni
| Barcellona | Atlético Madrid |

| P                | 1  | Sandra Paños           |  |     |
| D                | 2  | Irene Paredes          |  | 74’ |
| D                | 3  | Jana Fernández         |  | 65’ |
| D                | 8  | Marta Torrejón         |  |     |
| D                | 16 | Fridolina Rolfö        |  | 65’ |
| C                | 11 | Alexia Putellas        |  | 65’ |
| C                | 12 | Patricia Guijarro      |  |     |
| C                | 23 | Ingrid Syrstad Engen   |  | 74’ |
| A                | 7  | Caroline Graham Hansen |  |     |
| A                | 10 | Jennifer Hermoso       |  | 78’ |
| A                | 22 | Lieke Martens          |  |     |
| A disposizione:  |    |                        |  |     |
| D                | 4  | María Pilar León       |  | 74’ |
| D                | 5  | Melanie Serrano        |  | 74’ |
| D                | 15 | Leila Ouahabi          |  | 65’ |
| D                | 17 | Andrea Pereira         |  | 65’ |
| A                | 6  | Clàudia Pina           |  |     |
| A                | 20 | Asisat Oshoala         |  | 65’ |
| Allenatore:      |    |                        |  |     |
| Jonatan Giráldez |    |                        |  |     |

| P               | 1  | Hedvig Lindahl      |  |     |
| D               | 4  | Laia Aleixandri     |  |     |
| D               | 5  | Merel van Dongen    |  |     |
| D               | 11 | Carmen Menayo       |  | 59’ |
| D               | 19 | Aïssatou Tounkara   |  |     |
| C               | 7  | Maitane López       |  | 23’ |
| C               | 10 | Leicy Santos        |  | 59’ |
| C               | 15 | Silvia Meseguer     |  | 85’ |
| A               | 8  | Ludmila da Silva    |  | 71’ |
| A               | 9  | Deyna Castellanos   |  | 71’ |
| A               | 21 | Sheila García       |  |     |
| A disposizione: |    |                     |  |     |
| P               | 13 | Lola Gallardo       |  |     |
| P               | 24 | Paula Vizoso        |  |     |
| D               | 27 | Hanna Lundkvist     |  |     |
| C               | 6  | Amanda Sampedro     |  | 59’ |
| C               | 14 | Virginia Torrecilla |  | 85’ |
| C               | 17 | Bárbara Latorre     |  | 59’ |
| C               | 22 | Estefanía Banini    |  | 71’ |
| C               | 23 | Claudia Iglesias    |  |     |
| A               | 16 | Rasheedat Ajibade   |  | 71’ |
| Allenatore:     |    |                     |  |     |
| Óscar Fernández |    |                     |  |     |

| Assistenti arbitrali: Silvia Fernández Pérez Rocío Puente Pino Quarto ufficiale: Amy Peñalver Pearce VAR: Eugenia Gil Soriano Assistenti al VAR: Judit Romano García | Regole dell'incontro: - due tempi regolamentari da 45 minuti ciascuno; - due tempi supplementari da 15 minuti ciascuno in caso di parità; - tiri di rigore in caso di parità; inizialmente cinque per squadra, e a oltranza fino a spareggio in caso di ulteriore parità; - numero massimo di 21 giocatori per squadra a referto (11 in campo e 10 come potenziali sostituti); - cinque sostituzioni permesse; una sesta permessa nei tempi supplementari. |